# Клеопатра Тея
Клеопатра Тея Евтерія (дав.-гр. Κλεοπατρα Θεα Ενετερια; 164 до н. е. —121 до н. е.) — єгипетська принцеса, басиліса держави Селевкідів. Була дружиною трьох басилевсів — Александра I, Деметрія II та Антіоха VII і матір'ю чотирьох — Антіоха VI, Селевка V, Антіоха VIII та Антіоха IX. Протягом 125–121 років до н. е. правила державою Селевкідів, спочатку як одноосібна правителька, а потім разом зі своїм сином Антіохом VIII, який знаходився під її контролем. Була вбита останнім, коли син зажадав повної влади.

## Життєпис

### Походження та ранні роки
Клеопатра була донькою басилевса держави Лагідів Птолемея VI Філометора та Клеопатри II, її батьки походили з династії Птолемеїв та були рідними братом та сестрою. Дослідник Кріс Беннет вважав, що вона народилася раніше, або у 164 році до н. е., вказуючи, що станом на 21 вересня 164 року до н. е., згідно з папірусом UPZ 1.110, Птолемей VI мав вже кількох дітей і що у 150 році до н. е. вона вже досягла шлюбного віку. Оскільки старший син басилевса — Птолемей Евпатор — народився орієнтовно у вересні 166 до н. е., то народження наступної дитини дослідник датував початком, або серединою 164 року до н. е.
Зазвичай Клеопатру Тею ідентифікують як дочку Птолемея VI, яку він обіцяв у 154 році до н. е. видати заміж за брата Птолемея VIII Фіскона, після перемоги у битві при Лапіфі. Однак така інтерпретація не є загальноприйнятною, так дослідник Мішель Шово датував заручини кінцем правління Птолемея VI та нареченою вважав Клеопатру III. Також Кріс Беннет зазначав, що у басилевса держави Лагідів могли бути й інші дочки шлюбного віку.

### Дружина селевкідських басилевсів
Втім, у 151 році до н. е. Клеопатру Тею видали заміж за претендента на сирійський трон Александра I Баласа. Весілля відбулося в Птолемаїді Фінікійській, наречена отримала в придане значну кількість золота та срібла. У Першій книзі Макавеїв відмічалося, що весілля справили з «великою пишнотою, як то царям личить». Цей шлюб повинен був закріпити домінування Єгипту над державою Селевкідів і відновлення контролю над Келесирією. Дослідник Джон Вайтхорн порівнював це весілля з одруженням Птолемея V з Клеопатрою I, яке, навпаки, повинно було закріпити владу Селевкідів над Єгиптом. У шлюбі народився один син — майбутній басилевс Антіох VI Діоніс. Після конфлікту Александра I з Птолемеєм VI у 148/147 році до н. е., за рішенням батька, Клеопатра розлучається з чоловіком й виходить заміж за іншого селевкідського принца — Деметрія II. Дослідник Джон Гренджер зазначав, що Птолемей VI використовував Клеопатру Тею, як «політичного пішака». Син Антіох залишився з Александром I, а після його смерті, полководець Діодот Трифон правив частиною держави від імені хлопчика зі столицею в Антіохії на Оронті. Під владою Деметрія II зоставалися значні території на сході держави, столицею він собі обрав Селевкію на Тигрі. У шлюбі Деметрія II та Клеопатри Теї народилося троє дітей, хлопчики Селевк та Антіох і дівчинка, яку ймовірно звали Лаодікою. Під час війни чоловіка Клеопатри Теї з Діодотом Трифоном, який оголосив себе басилевсом після підозрілої смерті Антіоха VI, Деметрій II відправив родину до своєї найбільш захищеної фортеці — портового міста Селевкії Пієрії. Згодом, у 138 році до н. е., басилевс відправився у невдалий східний похід, де він потрапив у полон до парфян й там одружився з Родогуною, донькою шахиншаха Мітрідат I Філелліна.

Згідно зі свідченням юдейського історика Йосипа Флавія, Клеопатра запросила повернутися на Батьківщину свого дівера Антіоха VII, який в той час перебував на Родосі. У Селевкії Пієрії, Антіох став басилевсом, одружився з Клеопатрою та усиновив свого племінника — Селевка. Огюст Буше-Леклерк зазначав, що шлюб з египетською принцесою надав новому басилевсу, якщо не дієву підтримку, то хоча б нейтралітет держави Птолемеїв у сирійських справах. Молодому басилевсу вдалося остаточно перемогти Діодота Трифона та придушити єврейське повстання. За відомостями давнього історика Порфирія, Антіох VII мав п'ять дітей — двох дочок на ім'я Лаодіка та трьох синів — Антіоха, Селевка та ще одного Антіоха, який помер молодим. Хоча історик не називав ім'я матері, сучасний дослідник Кріс Беннет вважав нею саме Клеопатру Тею. Огюст Буше-Леклерк припустив, що Порфирій перелічів не тільки власних дітей Антіоха VII, але й усиновлених ним дітей брата від Клеопатри Теї. Такими він вважав Селевка та одну з Лаодік, Кріс Беннет зауважив, хоча ця версій прийнята більшістю дослідників, вона лише найпростіша з можливих.

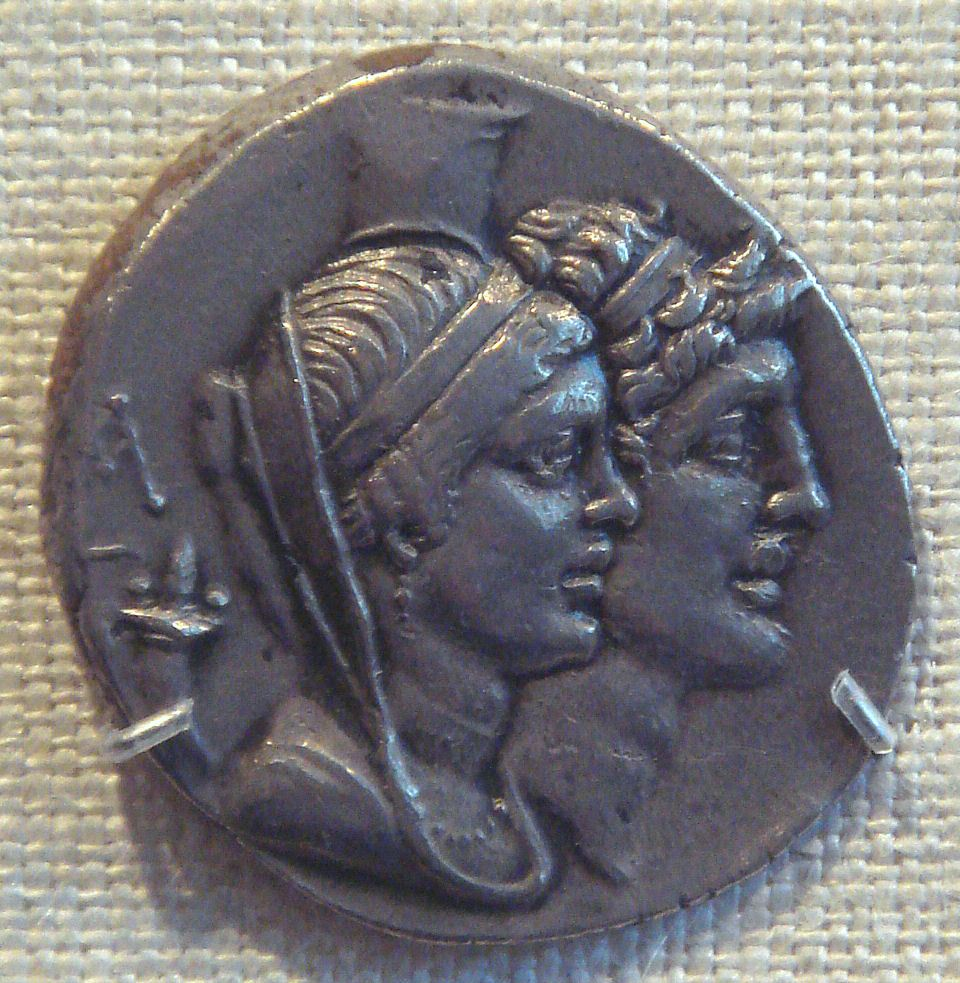
Аверс тетрадрахми Александра I Баласа та Клеопатри Теї

На думку Огюста Буше-Леклерка, Клеопатра Тея мала великий вплив на Антіоха VII, бо завдяки їй він був зобов'язаний владою. Саме вона могла підштовхнути чоловіка на війну з Парфією, озвученими цілями цієї війни було не тільки повернення втраченої території, але й звільнення з парфянського полону Деметрія II. На думку дослідника, Клеопатра Тея не планувала повернутися до колишнього чоловіка, але боялася його звільнення самотужки або за наказом парфійського шахиншаха Фраата II. Тому хотіла звільнити Деметрія II з парфянського полону силами свого нового чоловіка і тримати його під контролем. Східний похід Антіоха VII закінчився невдачею і басилевс загинув у бою, однак до Сирії повернувся відпущений парфянами Деметрій II. Клеопатра Тея возз'єдналася зі своїм колишнім чоловіком, якого не бачила 12 років. Одночасно вона відіслала свого сина від Антіоха VII, майбутнього басилевса Антіоха IX, до Кізику, щоб вберегти його від чоловіка. Невдовзі Деметрій II, на прохання своєї тещі Клеопатри II, почав війну з єгипетським басилевсом Птолемеєм VIII Фісконом. Останній підтримав претендента на владу у державі Селевкідів — Александра II Забіну, який переміг Деметрія II у битві. Після поразки басилевс прибув до Птолемаїди, але Клеопатра Тея, яка знаходилася у місті, наказала не впускати його. Тому він втік до Тіру, звідки намагався на кораблі переправитися до інших своїх володінь, однак був вбитий намісником міста під час переходу на корабель. Дослідники припускають, що намісник міг виконувати наказ Клеопатри Теї.

### Правління разом з сином
Після смерті чоловіка, у 𐤆ΠΡ (187) році ери Селевкідів (126/125 роки до н. е.), Клеопатра Тея проголосила себе повноправною басилісою і стала карбувати власну монету. Водночас її старший син від Деметрія II, Селевк V, проголосив себе басилевсом, однак його вбили за наказом матері. Марк Юніан Юстин називав причиною вбивства непослух сина, який проголосив себе басилевсом без дозволу матері, Аппіан Александрійський напрочуд стверджував, що матір боялася помсти сина за смерть батька і власноруч застрелила його з лука. Джон Вайтхорн припускав, що розповідь Аппіана про обставини вбивства є неправдивою. Одноосібне правління жінки було неприйнятним для селевкідської аристократії і під її тиском Клеопатра Тея була вимушена проголосити своїм співправителем сина Антіоха VIII Гріпа. Однак влада її сина була номінальною і повноправною правителькою була лише Клеопатра Тея. Під час свого правління, вона перемогла сили претендента Александра II Забіни та уклала союзний договір з своїм дядьком, єгипетським басилевсом Птолемеєм VIII Фісконом. Союз був закріплений шлюбом Антіоха VIII та єгипетської принцеси Трифени. З дорослішанням молодий басилевс дедалі більше проявляв невдоволення владою матері та хотів стати одноосібним правителем.
Згідно Марку Юніану Юстину, у 121 році до н. е., по поверненні з полювання, Антіоха VIII зустріла матір яка запропонувала келих з отрутою. Однак басилевс був попереджений про намір матері і запропонував їй самій першою відпити. Після того, як Клеопатра Тея відмовилася, були визвані свідки, що звинуватили її у намірі вбити сина. Басилісу примусили випити приготований нею отруйний напій, від якого вона і померла. Джон Вайтхорн зазначав, що Антіох VIII увійшов в історію, як отруйник та знавець ядів, він неоднаразово використовував отруту проти своїх конкурентів, тому не можна виключати версію, що історію з отрутою підготував молодий басилевс для усунення матері. На думку дослідника, Клеопатра Тея могла планувати усунення сина, але, певно, використала б якийсь інший способ. Дослідник Волтер Пенроуз зазначив, що у Аппіана Клеопатра Тея зображена як амазонка. На його думку, якщо басилиса і не застрелила сина, вона точно стояла за його стратою. Джон Гренджер називав обидві версії правдоподібними та ймовірними й вважав, що Клеопатра Тея опинилася у ситуації, коли повинна була або вбити сина, або сама була б вбитою.

## Монети

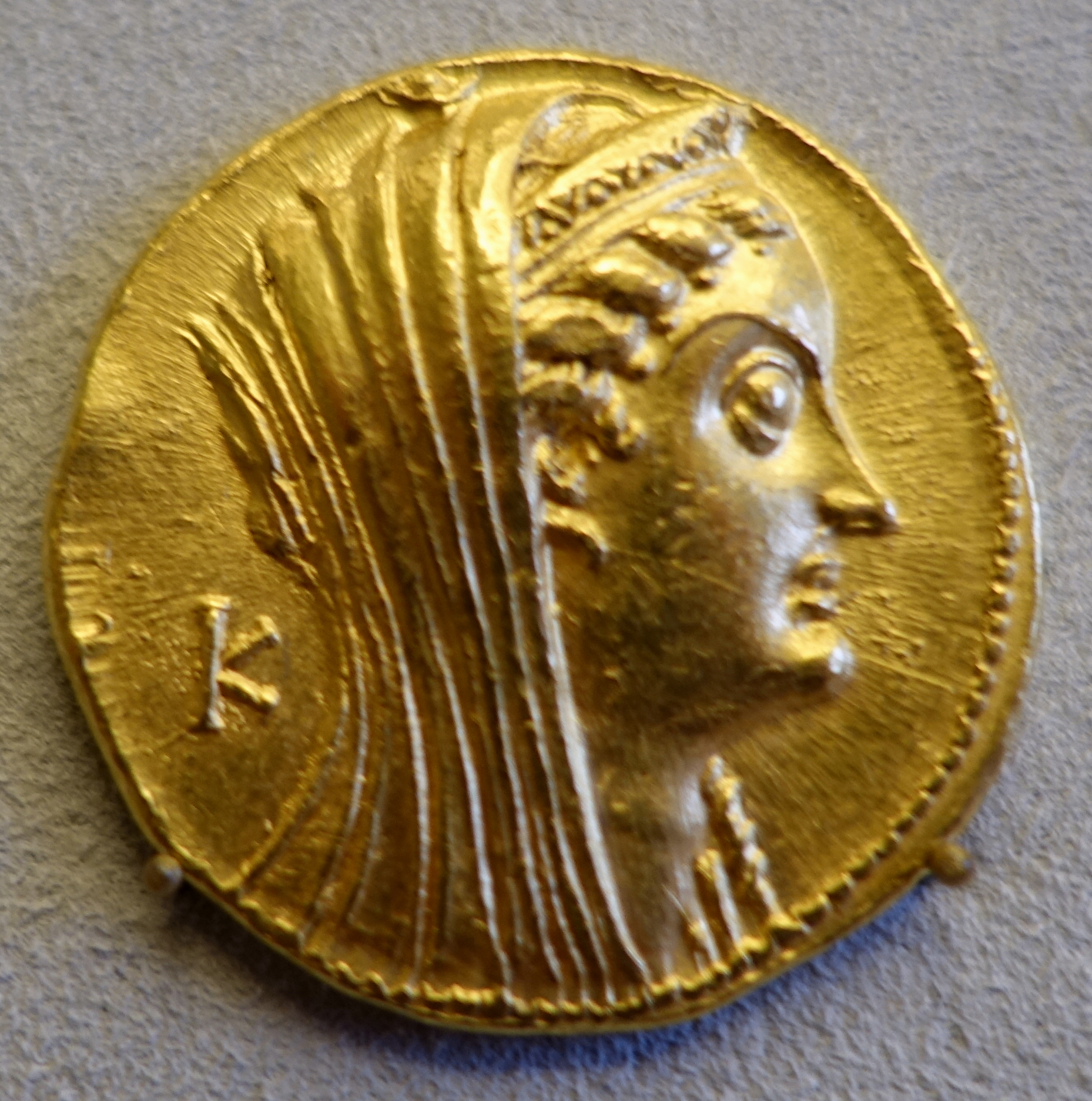
Золота октодрахма з портретом Арсіної II

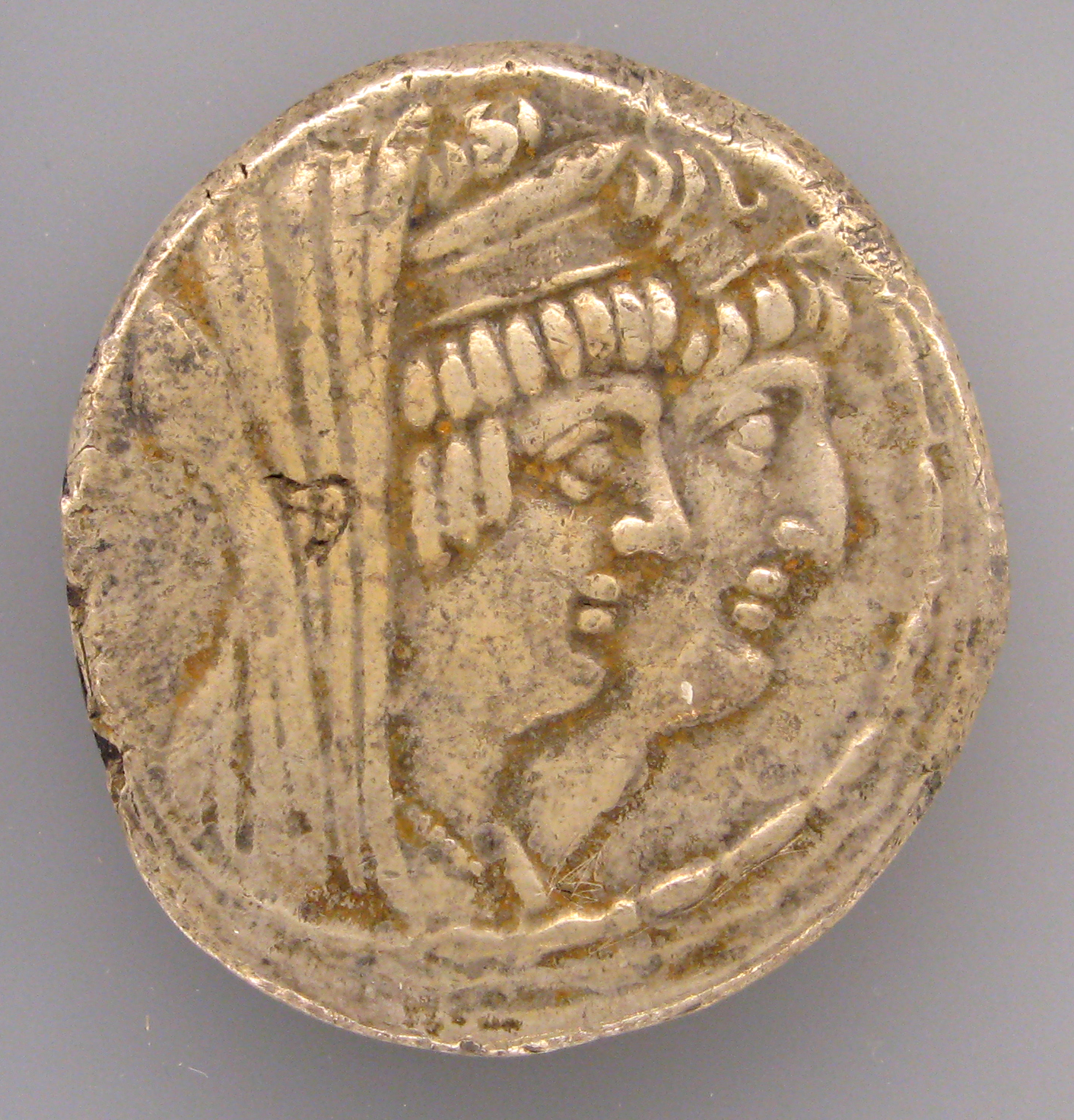
Аверс монети Антіоха VIII та Клеопатри Теї

Клеопатра Тея неодноразово зображувалася на монетах свого першого чоловіка Александра I Баласа. Відомий золотий статер, викарбуваний у Птолемаїді, на аверсі якого зображена лише Клеопатра в діадемі з покритою головою, а на реверсі, характерне для птолемеївських монет зображення двох корнукопій і легенда «Басиліси Клеопатри» (дав.-гр. ΒΑΣΙΛΙΣΣΗΣ ΚΛΕΟΠΑΤΡΑΣ). Вважається, що статер був викарбуваний на честь весілля селівкідського басилевса з єгипетською принцесою. Крім того, в Птолемаїді карбувалася срібна тетрадрахма і різні типи бронзових монет з парним портретом Александра I і Клеопатри. На реверсі тетрадрахми зображувався Зевс Нікатор, на бронзових монетах — корнукопія, Ніка з вінком і пальмовою гілкою, птолемеївський орел з пальмовою гілкою, головний убір Ісіди. Також парний портрет карбувався на двох типах бронзових монет з Селевкії-на-Тигрі, на їх реверсах зображалися Ніка з вінком або стоячий Аполлон зі стрілою і луком. Згідно з істориком Еліасом Бікерманом, правителі держави Селевкідів карбували парні портрети царського подружжя на монетах, як почесті під час весільних урочистостей. У портретах Клеопатри Теї на монетах Александра I Баласа помітно сильний єгипетський вплив, який був відсутній у ранніших селевкідських жіночих зображеннях. Її зображення з покритою головою, калафом і корнукопією за спиною вказує на традиції іконографії її батьківщини. Парний портрет Александра I Баласа та Клеопатри Теї на тетрахдрахмі виділяється непропорційним зображенням басиліси на першому плані. За припущенням археолога Роберта Фляйшера, портрет Клеопатри Теї був зменшений, щоб вмістити зображення калафа. На думку історика Святослава Смирнова, єгипетський образ цариці на аверсах мав ключове значення для прочитання всього сюжету монет. Також єгипетський вплив видно у зображенні цариці на «рельєфі Архелая».
Під час короткого одноосібного правління Клеопатри Теї, в 𐤆ΠΡ (187) році ери Селевкідів (126/125 роки до н. е.), карбувалися срібні тетрадрахми, які візуально схожі на золоті монети з зображення Арсіної II. Подібно до останньої, Клеопатра Тея представлена з покритою головою в стефанії, діадемі та вінку на аверсі та з двома корнукопіями, прикрашеними стрічками, на реверсі. Для аверсів золотих та срібних монет, які карбувалися під час спільного правління Клеопатри Теї зі своїм сином Антіохом VIII, характерний парний портрет правителів. На думку Джона Гренджера, зображення басиліси на першому плані мало символізувати підлеглий статус її сина. Нумізмат Олівер Гувер пов'язував зі статусом сина й особливість легенди монет, на яких епіклесу мала тільки мати. Золоті монети відомі по одному дуже рідкісному типу, це октодрахма із зображенням двох корнукопій на реверсі. Стиль оформлення зображення та написів вказує на вплив єгипетських монет. Передбачається, що октодрахма могла бути викарбувана на честь шлюбу Антіоха VIII з Клеопатрою Трифеною. Срібні тетрадрахми аттичного стандарту карбувалися із зображенням сидячого Зевса Нікатора на реверсі, тим самим наслідуючи монети Деметрія II та Александра II. На реверсі монет того ж номіналу з Тарса зображено місцеве божество Сандон. Тетрадрахми та дідрахми фінікійського стандарту карбувалися з традиційним зображенням орла на реверсі. Олівер Гувер назвав інновацією «несподіване запровадження» октодрахми фінікійського стандарту. Вона карбувалась у Птолемаїді та мала на реверсі зображення головного убору Ісіди. Еліас Бікерман зазначав, що не на всіх монетах була присутня епіклеса Тея, її наявність залежала від монетних дворів, на яких відбувалося карбування. Бронзові монети карбувалися лише у двох деномінаціях, на аверсах бронзових монетах, крім парного портрета, також зустрічалося самостійне зображення басилевса Антіоха VIII або богів.
Дослідник Ігор Шонов, у межах своєї гіпотези про підпорядковане становище Боспорської держави стосовно держави Селевкідів, відносив до правління Александра I Баласа серію срібних монет, що складається з драхми, обола і геміобола. Монети поєднувала наявність однакової монограми, подібна монограма зустрічається на селівкідських монетах того часу. На думку вченого, Александр I Балас передав весь дохід від боспорських земель безпосередньо дружині. Серед боспорських монет, що відносяться до першого правління Деметрія II, Шонов виділяв драхми з монограмою EY, пов'язуючи їх з епіклесою Клеопатри Теї — Евтерія і драхми з монограмою KTH, вважаючи що вона складається з імен царського подружжя — Клеопатра Тея і Деметрій II Нікатор. На час спільного правління Антіоха VII та Клеопатри Теї Шонов відносив боспорські монети дрібних номіналів, на яких карбувалась рання монограма, перегорнута набік. Згідно з припущенням вченого, під час правління Антіоха VIII на Боспорі продовжувалися карбуватися монети Клеопатри Теї, як зі старою монограмою, так і нових типів.
Клеопатра Тея була  найбільш зображуваною басилісою держави Селевкідів і єдиною, ім'я якої було вказано в монетній легенді. Її портрети унікальні та сильно виділяються з фізіогномічної гомогенності жіночих зображень раннього Еллінізму завдяки характерним наборам атрибутів. На думку Святослава Смирнова, Клеопатра Тея була єдиною басилісою, яка одноосібно зображалася на монетах держави Селевкідів, на відміну від монет Елліністичного Єгипту, де такі портрети були традиційними. Починаючи з Клеопатри Теї традиція жіночих портретів у Селевкідів сильно змінюється під єгипетським впливом, що обумовлюється не тільки походженням басиліси, а й впливом держави Лагідів на внутрішню селевкидську політику.

## Родина

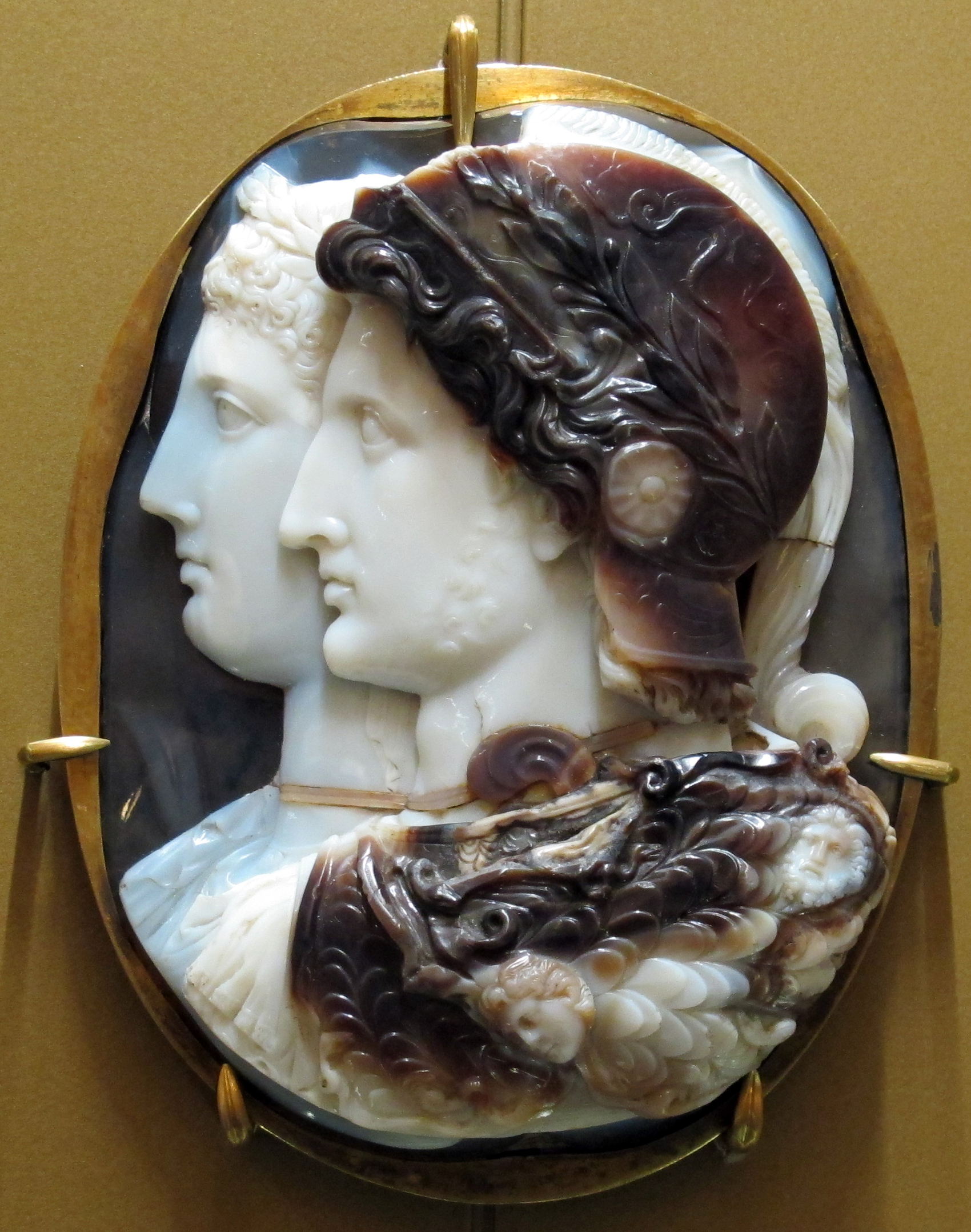
Камея Гонзага. Можливо на ній зображена Клеопатра Тея з чоловіком Александром I Баласом

Клеопатра Тея була одружена тричі:
- Перший чоловік — Александр I Балас, від якого мала сина Антіоха VI.
- Другий чоловік — Деметрій II Нікатор, від якого мала синів Селевка V та Антіоха VIII та дочку, яку ймовірно звали Лаодікою.
- Третій чоловік — Антіох VII Евергет, від якого мала синів Антіоха IX, Антіоха, Селевка та двох дочок на ім'я Лаодіка. На думку французького історика Огюста Буше-Леклерка, Селевк та одна з Лаодік діти від Деметрія II помилково приписані Антіоху VII[15].

З трьох шлюбів Клеопатри Теї, Джон Вайтхорн вважав вдалим лише шлюб з Антіохом VII.

## Написи
Ім'я Клеопатри Теї зустрічається на чотирьох написах:
- на острові Делос її згадували, як матір басилевса Антіоха IX.
- в написі з Птолемаїді, датованому 130/129 роками до н. е., згадували разом з Антохом VII та їх дітьми.
- у кіпрському місті Пафос, її називали жрицею.
- В іншому написі з Кіпру, вказують епіклесу Клеопатри — Тея Афродіта Евергетія.

## Оцінки дослідників
Історик Едвін Роберт Бівен називав Клеопатру Тею «політиком з мертвим серцем», пояснюючи це тим, що до неї з самого дитинства ставилися як до речі, як до простої фігури в політичній грі. Також він зазначав, що в особі єгипетської принцеси Доля явила Еріній для селевкідської династії.
Еліас Бікерман, оцінюючи правління Клеопатри Теї за і замість своїх синів, не був певним, що це було «здійсненням права або зловживанням».
Джон Вайтхорн порівнював Клеопатру Тею з маяком у «морі слабких та нікчемних басилевсів-чоловіків, які оточували її протягом більшості її життя». Дослідник порівнював долю Клеопатри Теї з долею її сестри Клеопатри III, яка також померла через «фатальну помилку» стоячи на шляху до влади власного сина надто довго. Однак її життя було успішнішим, ніж її племінниць Клеопатри IV та Трифени, які померли під час наступної боротьби за владу в державі Селевкідів.

## У культурі
В епоху бароко отримує популярність сюжет конфлікту Клеопатри Теї з парфянською царівною Родогуною за синів її чоловіка Деметрія II Нікатора. Драматурги П’єр Корнель (1644) і Габріель Жільбер (1646) написали трагедії під назвою «Родогуна», які є алегоріями на регентство французької королеви Анни Австрійської (1643–1651). Епізод із п'єси П'єра Корнеля з викриттям спроби отруєння царя Антіоха Клеопатрою Теєю на своїх картинах зобразили Шарль-Антуан Куапель (1749) та Жан-Жозеф Тайлассон (1791).
За однією з версій, на Камеї Гонзага зображена Клеопатра Тея з чоловіком Александром I Баласом.
На думку дослідника Алекса МакАллея, під згаданою середньовічним хроністом Іоанном Антіохійським дружиною Деметрія II на ім'я Апама, мається на увазі Клеопатра Тея. За свідченням хроніста, Апама убила свого сина Селевка, у Дамаску.

### Коментар
1. ↑  Дослідник відкидає серію бронзових монет із зображенням цариці Лаодики, вважаючи їх атрибуцію ненадійною.